# Cseh felkelés (1618–1620)

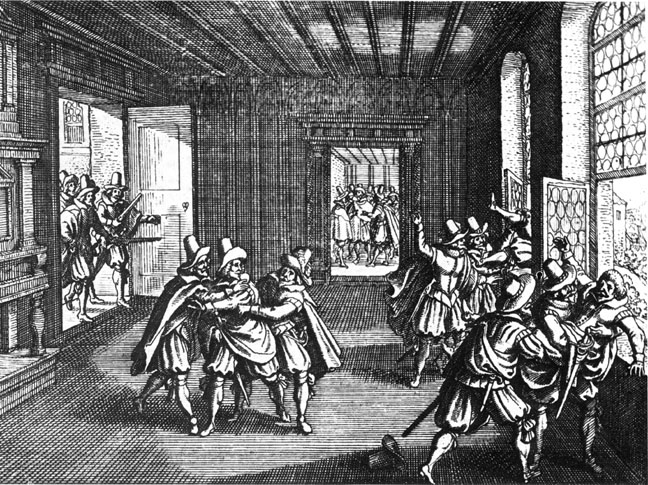
A második prágai defenesztráció, korabeli rézmetszet a Theatrum Europaeum-ból

A cseh felkelés (1618–1620) a Cseh Királyság rendjeinek felkelése volt a Habsburg-dinasztia uralma ellen. A felkelést vallási és hatalmi konfliktusok okozták, a felkelő nemesség zöme a huszita kelyhes (utraquista) irányzathoz tartozott.  A felkelés a fehérhegyi csatával ért véget, melyben a felkelő rendek megsemmisítő vereséget szenvedtek. Ezután megindult a cseh tartományok ellenreformációja, a felkelés pedig elindította a Harmincéves háborút, amely Európa nagy részére átterjedt és rombadöntötte Közép-Európa jókora területeit, közte a cseh tartományokat is.

## A felkelés
A természetes utód nélküli I. Mátyás német-római császár (II. Mátyás néven magyar király) a rendezett trónöröklés érdekében még életében utódjaként nevezte meg a szenvedélyes katolikus hírében álló Ferdinánd osztrák főherceget és II. Ferdinánd néven Csehország, valamint Magyarország királyává választatta. (Később ugyanilyen néven német-római császár.) Csehország protestáns vezetőinek egy része attól tartott, hogy az új uralkodó alatt elveszíthetik a II. Rudolf császár 1609-es Felséglevelében számukra biztosított vallási jogaikat. Ők szívesebben látták volna a trónon a protestáns V. Frigyes pfalzi választófejedelmet, a Protestáns Uniót létrehozó IV. Frigyes pfalzi választófejedelem fiát és utódát. Más protestánsok azonban támogatták a katolikusok álláspontját és 1617-ben Ferdinándot a cseh rendek szabályosan megválasztották koronaherceggé, aki Mátyás halálával automatikusan cseh királlyá válik.
Ferdinánd, mint választott király 1618 májusában megbízottaiként két katolikus cseh tanácsosát, chlumi és košumberki Vilém Slavatát és martinici Jaroslav Bořitát küldte a prágai várba, hogy távollétében kormányozzák az országot. 1618. május 23-án egy protestánsokból álló csoport elfogta és (Fabricius Fülöp írnokkal együtt) kidobta őket a vár kb. 21 méter magasságban elhelyezkedő ablakán. Meglepő módon csak megsebesültek, de túlélték az esést. Ez a második prágai defenesztráció néven ismert esemény indította el a cseh felkelést. A konfliktus rövidesen átterjedt a Cseh Korona összes tartományára, Csehország, Morvaország, Szilézia, Alsó-Luzsica és Felső-Luzsica (Lausitz) területére. A vallási konfliktus végül átterjedt Európa nagy részére, jó néhány ország mellett Franciaországra és Svédországra is.

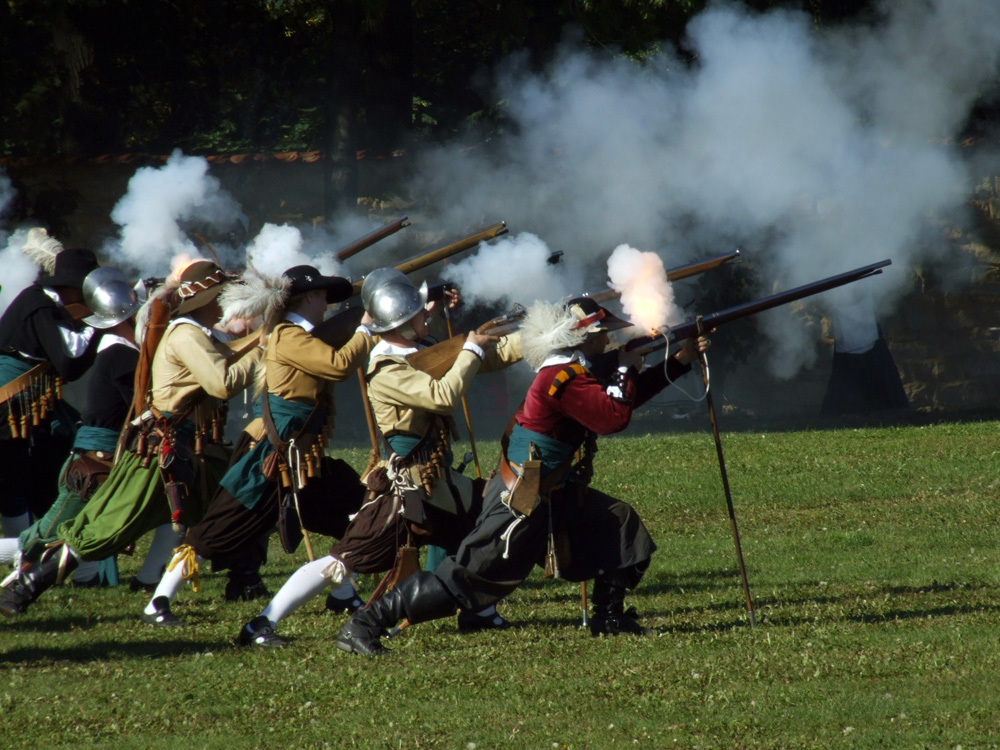
A Fehérhegyi csata hagyományörző történelmi rekonstrukciója

Amennyiben a cseh felkelés egy helyi konfliktus maradt volna, a háború még harminc hónapig sem tartott volna. Azonban Mátyás császár halála felbátorította a lázadó protestáns vezetőket, akik már készültek az udvarral kiegyezni. Mivel a két fél, Ferdinánd (Mátyás császár halála után hivatalosan cseh király) és a cseh felkelők egyaránt gyengék voltak a másik legyőzéséhez, a háború átterjedt a Német Birodalom többi részére. Ferdinánd rákényszerült, hogy unokaöccse, IV. Fülöp spanyol király segítségét kérje.
A cseh felkelők a császár elleni lázas szövetségeskeresés során kérelmezték felvételüket a Protestáns Unióba, melynek vezetője eredeti uralkodójelöltjük, a kálvinista V. Frigyes pfalzi választófejedelmet volt. A csehek azzal biztatták Frigyest, hogy cseh király lehet, ha megengedi belépésüket az Unióba és annak keretében védelmet nyújt nekik.  Egyidejűleg azonban a cseh rendek más képviselői hasonló ajánlatokat tettek I. Károly Emánuel savoyai hercegnek, I. János György szász választófejedelemnek és Bethlen Gábor erdélyi fejedelemnek. Az osztrákok, akik láthatóan minden Prágából küldött levél tartalmát ismerték, nyilvánosságra hozták ezeket a párhuzamos ajánlatokat.
Ez eltántorította a csehek támogatóinak jó részét, főleg a szász udvarban. A támogatás körüli nehézségek ellenére a katonai helyzet eleinte a cseh felkelőknek kedvezett. Felkelésükhöz csatlakozott Felső-Ausztria nagy része, melynek nemessége akkor nagyrészt lutheránus és kálvinista volt. Nem sokkal később csatlakozott Alsó-Ausztria is, és 1619-ben Thurn Mátyás Henrik cseh gróf egyenesen Bécs ostromára vezette hadjáratukat.

## A felkelés veresége

Korabeli festmény a fehérhegyi csatáról, (1620), melyben a Katolikus Liga Johann t’Serclaes Tilly által vezetett erői döntő győzelmet arattak.

A spanyolok a császár támogatására Brüsszelből küldtek egy sereget Ambrosio Spínola Doria, Balbases márkija vezetésével. Ráadásul a bécsi spanyol nagykövet, Íñigo Vélez de Guevara, Oñate grófja rávette a protestáns Szászországot, hogy a cseh felkelők ellen avatkozzon be Luzsica (Lausitz) átadása fejében. A szászok támadtak, nyugaton pedig a spanyol hadsereg akadályozta meg a Protestáns Unió erőinek segítségét. Oñate grófja megszervezte a választófejedelmi mandátum elvételét V. Frigyes pfalzi palotagróftól és átadását I. Miksa bajor herceg részére, cserébe az általa vezetett Katolikus Liga támogatásáért.
A Katolikus Liga hadserege (melynek soraiban megfigyelőként részt vett René Descartes), Felső-Ausztriát, a császár Tilly gróf által vezetett birodalmi serege pedig Alsó-Ausztriát pacifikálta. A két sereg egyesülve északra vonult és benyomult Csehországba. II. Ferdinánd 1620. november 8-án döntő győzelmet aratott V. Frigyes felett Prága közelében a fehérhegyi csatában. A katolikussá tett Csehország ezután közel háromszáz évig a Habsburgok kezén maradt.
A vereség következtében feloszlott a Protestáns Unió és V. Frigyes minden tartományát elvesztette. Frigyest kitiltották a Német-római Birodalom területéről és birtokait, köztük a Rajnai Palotagrófságot katolikus fejedelmeknek adták. Birodalmi választófejedelmi címét távolabbi rokona, I. Miksa bajor herceg kapta. A földönfutóvá vált Frigyes politikai emigránsként Hágában élt és svéd, holland és dán segítséget próbált szervezni országa visszaszerzése támogatására.
A felkelés veresége nagy csapást jelentett a térségben a protestánsok ambícióira. A vereség után a Habsburg kormányzat a cseh nemességgel szembeni tömeges birtokelkobzások által Csehországot a husziták és más protestáns felekezetek két évszázados dominanciája után visszatérítette a katolikus táborba.

## Fordítás
- Ez a szócikk részben vagy egészben  a   Bohemian Revolt című angol Wikipédia-szócikk ezen változatának fordításán alapul.  Az eredeti cikk szerkesztőit annak laptörténete sorolja fel. Ez a jelzés csupán a megfogalmazás eredetét és a szerzői jogokat jelzi, nem szolgál a cikkben szereplő információk forrásmegjelöléseként.